# علم الطقس العدلي

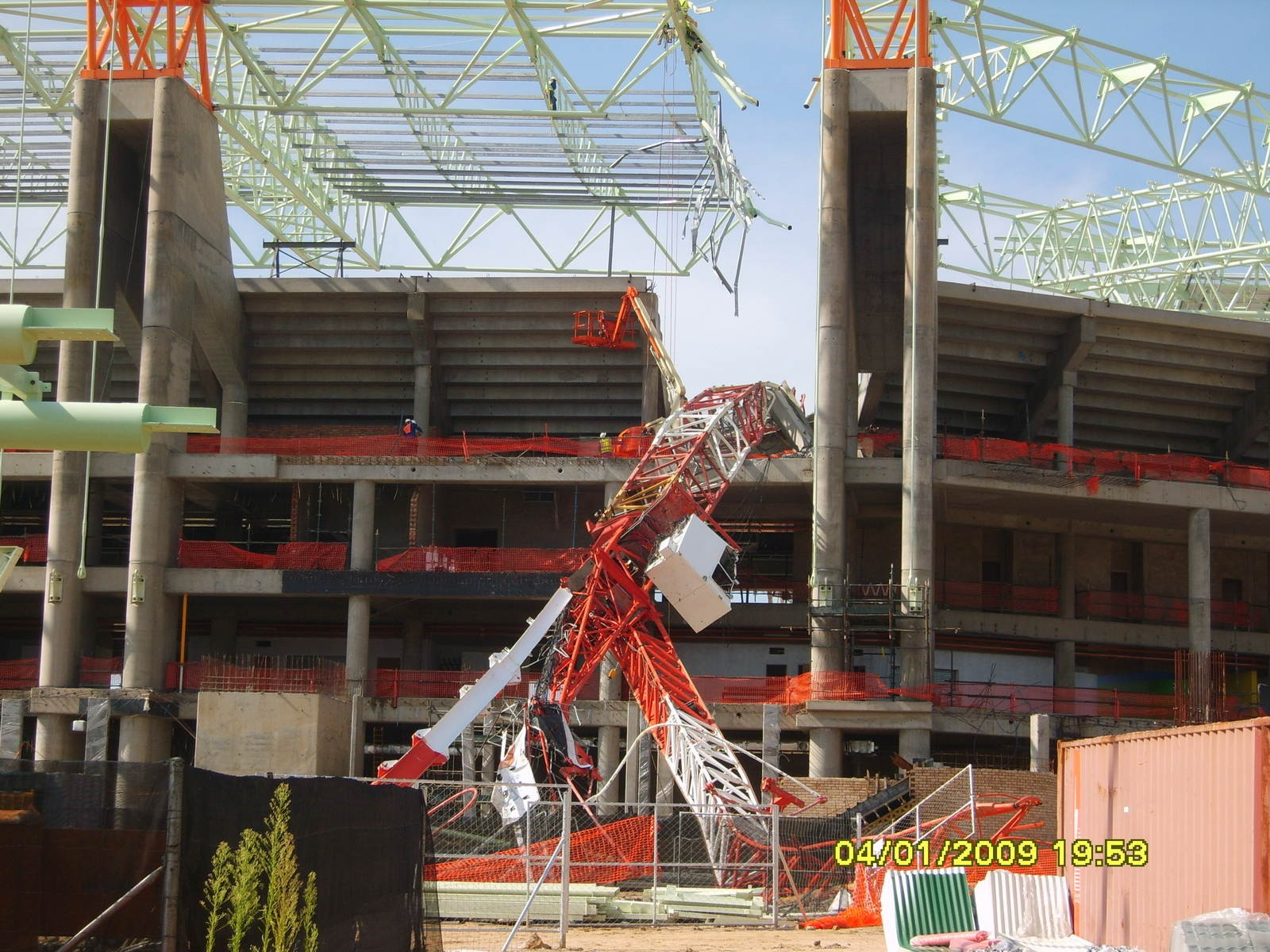
تأثير العوامل الجوية على البنية التحتية: حادثة انهيار رافعة ملعب مبومبيلا 2009

علم الطقس العدلي هو عملية إعادة بناء حوادث الطقس في موقع ما. هذا الأمر لا يتم إلا من خلال الحصول على تقارير عن الطقس المحلي وصور من الرادار والقمر الصناعي وروايات شهود العيان. علم الطقس العدلي غالبًا ما يتم استخدامه في القضايا القانونية بالمحاكم بالنسبة لشركات التأمين أو التحقيق في قضايا القتل.